# Renata Chlumska
Renata Chlumska (9 de desembre de 1973 a Malmö, Suècia) és una aventurera i alpinista. Nascuda de pares txecs, té doble ciutadania, sueca i txeca.
El 1999 va esdevindre la primera dona sueca i txeca a ascendir l'Everest. Durant els anys 2005 i 2006 va dur endavant un repte anomenat "Aventura al voltant d'Amèrica" pels 48 estats continentals dels Estats Units. Ella va palejar un caiac des de Seattle fins a San Diego, va viatjar en bicicleta, transportant el caiac des de San Diego a Brownsville, Texas, va continuar fent caiac al voltant de Florida a Eastport, Maine, i llavors tornà a Seattle amb bicicleta. Fou la primera persona a circumnavegar 32 estats amb bicicleta i caiac.
Estava compromesa amb l'aventurer i muntanyenc suec Göran Kropp quan ell va morir en un accident d'escalada.